# Mănăstirea Tegernsee

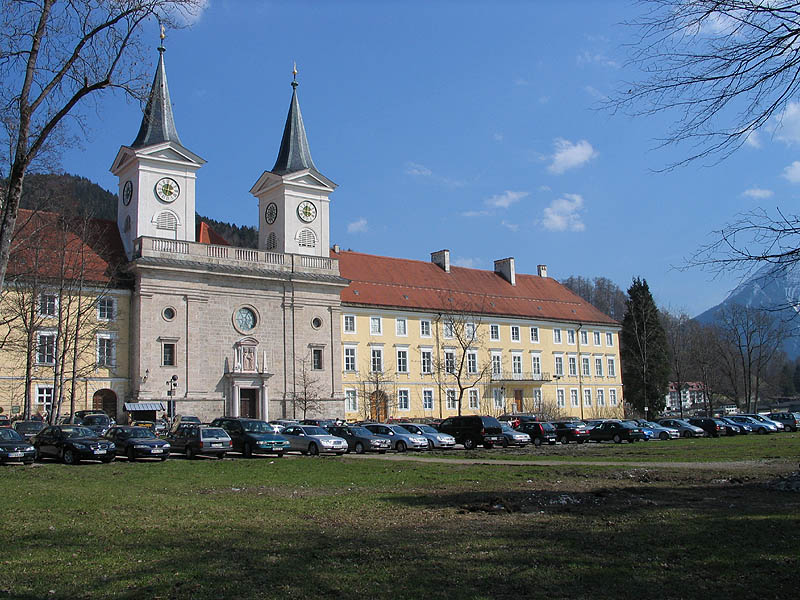
Vechea abație și biserica abațială Tegernsee

Mănăstirea Tegernsee (în germană Kloster Tegernsee), uneori cunoscută sub denumirea de Abația Tegernsee (în germană Abtei Tegernsee) sau Abația Imperială Tegernsee (Reichsabtei Tegernsee), a fost o abație benedictină din Tegernsee în Bavaria (Germania). Abația și localitatea Tegernsee sunt așezate pe malul lacului cu același nume, Tegernsee. În vechea germană tegarine seo semnifică  „vechiul lac”.
Fondată în secolul al VIII-lea, Abația Tegernsee adăpostea cea mai importantă comunitate benedictină din Bavaria până în 1803.
Clădirile mănăstirii sunt denumite astăzi Castelul Tegernsee și sunt proprietatea familiei de Wittelsbach. Vechea biserică abațială adăpostește astăzi parohia Sf. Quirin. Alte dependințe ale abației adăpostesc un restaurant și școala orașului (în germană: Gymnasium Tegernsee).